# Sorry, We’re Open
Sorry, We're Open (dt. Entschuldigung, wir haben geöffnet) ist das dritte Studioalbum der Berliner Indie-Rock-Band Bonaparte. Es erschien am 17. August 2012 bei Staatsakt.

## Entstehung und Veröffentlichung
Erstmals in der Geschichte der Band wurde das Album nicht am Computer, sondern in einem eigenen Tonstudio aufgenommen. Auch bei der Wahl des Labels gab es im Vergleich zu den Vorgängeralben Unterschiede. Zwar wurde das Album immer noch über das Label Staatsakt aufgenommen, der Vertrieb und die Vermarktung wurde jedoch vom Major-Label Warner übernommen. Für Zusammenarbeiten konnten Housemeister (für das Lied Quarantine), Siriusmo (bei Point & Shoot) sowie Deichkind (für Alles schon gesehen) gewonnen werden. Das Album wurde am 17. August 2012 veröffentlicht. Als Vorabveröffentlichung kam die Single Quarantine am 3. August 2012 auf den Markt.

## Titelliste
1. When the Ship Is Thinking – 2:36
2. Quarantine – 3:07
3. Sorry We're Open – 3:28
4. C'est à Moi Qu'tu Parles? – 4:10
5. 40°42'48.46 N 73°58'18.38 W – 0:59
6. Point & Shoot – 3:10
7. A Little Braindead – 3:11
8. Mañana Forever – 3:27
9. Alles Schon Gesehen – 3:07
10. 53°32'26.81 N 09°58'47.28 E – 1:50
11. Quick Fix – 3:04
12. High Heels to Hell – 4:04
13. In the Breaks – 3:44
14. 40°51'42.94 S 173°00'46.63 W – 1:34
15. Bonahula – 3:28

## Chartplatzierungen
Das Album konnte sich in Deutschland und der Schweiz in den Album-Charts platzieren, wobei in Deutschland Platz 21 und in der Schweiz Platz 30 erreicht werden konnte. Eine Single konnte sich in keinem Land in den Charts platzieren.

## Rezeption
Von Musikkritikern wurde das Album gemischt aufgenommen, überwiegend waren die Bewertungen jedoch positiv.
Mara Brugger von Laut.de gibt dem Album vier von fünf möglichen Sternen und meint, dass das Album einfach glücklich mache. Ein besonderes Lob findet die Zusammenarbeit mit Deichkind.
Fritz.de vergibt ebenfalls vier von fünf Sternen und lobt vor allem das Songwriting, die Produktion und den Tiefgang von Sorry, We're Open. Auch die Kooperationen werden als sehr passend beschrieben.
Mit fünf von zehn Punkten vergibt Plattentests.de eine gemischte Bewertung. Kritiker Thomas Pilgrim kritisiert, dass das Album musikalisch nicht subtil genug sei und dass die Musik nach ungefähr der Hälfte des Albums ausgenutzt sei.
Jan Freitag von der Zeitung Die Zeit bemängelt, dass die Songs, die live funktionieren, auf dem Album nicht dieselbe Stimmung entfachen könnten und die Band ihre Talente damit nicht konsequent ausnutze. So passiere es, dass die Qualität zum Ende hin abnehme.